# Stazione di Groß Neuendorf
La stazione di Groß Neuendorf era una stazione ferroviaria tedesca, posta sulla linea dell'Oderbruch. Serviva l'omonimo centro abitato, oggi frazione di Letschin.

## Storia
La stazione di Groß Neuendorf venne attivata il 23 dicembre 1911, all'apertura della tratta ferroviaria da Golzow a Wriezen; venne soppressa alla chiusura della linea il 25 settembre 1966.